# مورلي كالاغان
مورلي كالاغان هو كاتب وصحفي ومحامي كندي، ولد في 22 فبراير 1903 في تورونتو في كندا، وتوفي بنفس المكان في 25 أغسطس 1990.

## وصلات خارجية
- مورلي كالاغان على موقع الموسوعة البريطانية (الإنجليزية)
- مورلي كالاغان على موقع إن إن دي بي (الإنجليزية)